# Брокен-Гілл (фільм, 2009)
Брокен Гілл (англ. Broken Hill) — американська кінострічка режисера Дагена Меррілла, прем'єра якої відбулася в 2009 році.

## Сюжет
Старшокласник Томмі, що живе в маленькому австралійському містечку, мріє вступити до відомої Сіднейської консерваторії і стати композитором. Якось внаслідок необережної їзди він опиняється в поліцейській дільниці. На суді його засуджують до громадських робіт з ув'язненими місцевої в'язниці. Томмі приходить у голову створити оркестр і виступити на національному фестивалі тюремних музичних колективів.

## В ролях
| Актор             | Роль              |
| ----------------- | ----------------- |
| Люк Арнольд       | Томмі МакАльпіне  |
| Алекса Вега       | Кет Роджерс       |
| Тімоті Гаттон     | Джордж МакАльпіне |
| Різ Вейкфілд      | Скотт Прайс       |
| Філ Остін         | офіцер Діксон     |
| Адам Морган       | Боб               |
| Че Тіммінс        | Калай Такалуа     |
| Джордж Капіньяріс | Рікардо Ромеро    |

## Нагороди
Фільм Брокен Гілл був нагороджений призом глядацьких симпатій на кінофестивалі «Trimedia», що відбувся в місті Форт-Коллінс, штат Колорадо і отримав премію Найкращий фільм на кінофестивалі «Giffoni» в Італії.